# Pulsatilla millefolium
Pulsatilla millefolium là một loài thực vật có hoa trong họ Mao lương. Loài này được (Hemsl. & E.H. Wilson) Ulbr. miêu tả khoa học đầu tiên năm 1925.